# Frank Scott Hogg
Frank Scott Hogg (26 de junio de 1904 - 1 de enero de 1951) fue un astrónomo canadiense, especializado en el estudio espectrofotométrico de estrellas y cometas. Estuvo casado con la también destacada astrónoma Helen Sawyer Hogg.

## Semblanza
Hogg nació en Preston, Ontario, hijo del doctor James Scott Hogg y de Ida Barberon. Después de obtener un grado intermedio en la Universidad de Toronto, en 1929 se doctoró en astronomía por la Universidad de Harvard, donde inició el estudio espectrofotométrico de estrellas y cometas, supervisado por Cecilia Helena Payne-Gaposchkin. Durante la Segunda Guerra Mundial desarrolló un sextante de dos estrellas para la navegación aérea.
Fue director del Departamento de Astronomía de la Universidad de Toronto y director del Observatorio David Dunlap desde 1946 hasta su muerte. Durante este tiempo realizó el seguimiento del principal programa de investigación del observatorio para el estudio de los movimientos de estrellas débiles en la línea de visión.
Estuvo casado con la también astrónoma Helen Sawyer Hogg desde 1930 hasta su muerte en 1951.

## Eponimia
- El cráter lunar Hogg lleva este nombre en su memoria, honor compartido con el astrónomo australiano del mismo apellido Arthur Robert Hogg (1903-1966).